# Hans Wallén
Hans Carl Johan Wallén (Upsala, 19 de enero de 1961) es un deportista sueco que compitió en vela en las clases Optimist, Europe, Star y Soling. 
Participó en tres Juegos Olímpicos de Verano, obteniendo una medalla de plata en Atlanta 1996, en la clase Star (junto con Bobby Lohse), el quinto lugar en Barcelona 1992 (Star) y el séptimo en Sídney 2000 (Soling).
Ganó una medalla de oro en el Campeonato Mundial de Optimist de 1976, dos medallas en el Campeonato Mundial de Europe, oro en 1978 y bronce en 1980, una medalla de plata en el Campeonato Mundial de Star de 1993 y una medalla de bronce en el Campeonato Mundial de Soling de 2000.

## Palmarés internacional
| Campeonato Mundial | Campeonato Mundial | Campeonato Mundial | Campeonato Mundial |
| Año                | Lugar              | Medalla            | Clase              |
| ------------------ | ------------------ | ------------------ | ------------------ |
| 1976               | N. d. ( Turquía)   | Medalla de oro     | Optimist           |

| Campeonato Mundial | Campeonato Mundial     | Campeonato Mundial | Campeonato Mundial |
| Año                | Lugar                  | Medalla            | Clase              |
| ------------------ | ---------------------- | ------------------ | ------------------ |
| 1978               | Skovshoved (Dinamarca) | Medalla de oro     | Europe             |
| 1980               | Grömitz (RFA)          | Medalla de bronce  | Europe             |

| Juegos Olímpicos   | Juegos Olímpicos         | Juegos Olímpicos | Juegos Olímpicos |
| Año                | Lugar                    | Medalla          | Clase            |
| ------------------ | ------------------------ | ---------------- | ---------------- |
| 1996               | Atlanta (Estados Unidos) | Medalla de plata | Star             |
| Campeonato Mundial |                          |                  |                  |
| Año                | Lugar                    | Medalla          | Clase            |
| 1993               | Kiel (Alemania)          | Medalla de plata | Star             |

| Campeonato Mundial | Campeonato Mundial | Campeonato Mundial | Campeonato Mundial |
| Año                | Lugar              | Medalla            | Clase              |
| ------------------ | ------------------ | ------------------ | ------------------ |
| 2000               | Murcia (España)    | Medalla de bronce  | Soling             |